# Kizil-Gol (Sabalan)
Kizil-Gol (perz. قزل گل) je jezero u Ardabilskoj pokrajini na sjeverozapadu Irana, oko 17 km zapadno od Sareina odnosno 35 km od Ardabila. Smješteno je na jugoistočnim obroncima Sabalana na nadmorskoj visini od 2958 m i jedno je od osam prirodnih jezera na vulkanskoj planini, dok ostala uključuju Atgoli, ardabilski Kara-Gol, sarapski Kara-Gol, Kizil-Bare-Goli, Kuri-Gol, Sari-Gol i kratersko Sabalansko jezero. Kizil-Gol ima površinu do 0,95 ha, dubinu do 4,0 m i zapremninu do 19.000 m³. Elipsastog je oblika i proteže se duljinom od 130 m u smjeru sjever−jug odnosno širinom od 100 m. Jezero se vodom opskrbljuje prvenstveno pomoću sjevernih i istočnih planinskih pritoka koji nastaju proljetnim otapanjem snijega, a prilikom maksimalnog vodostaja otječe prema jugoistoku pritokom Baleklu-Čaja koji pripada kaspijskom slijevu. Najbliže naselje koje gravitira jezeru je Alvars, selo udaljeno 7,0 km prema jugozapadu. Oko 750 m sjeveroistočno od jezera prolazi lokalna cesta koja povezuje sabalanska skijališta s navedenim naseljem, Sareinom, te državnom cestom 16.

## Poveznice
- Zemljopis Irana
- Popis iranskih jezera

## Vanjske poveznice
Ostali projekti
|  | Zajednički poslužitelj ima još gradiva o temi Kizil-Gol (Sabalan) |